# Milouska Meulens
Milouska Meulens (Willemstad (Curaçao), 24 juni 1973) is een Nederlandse presentatrice, nieuwslezer, documentairemaker en schrijver van kinderboeken en een autobiografische roman.

## Loopbaan
Meulens werd geboren in Willemstad op Curaçao en verhuisde op 5-jarige leeftijd naar Nederland naar het Friese dorp Ureterp. Meulens studeerde aan de School voor Journalistiek in Utrecht. Na haar studie werkte zij een jaar op Curaçao. Vervolgens werkte zij een tijd voor het televisieprogramma Zembla. Ze presenteerde van 2000 tot en met 23 juli 2015 het Jeugdjournaal op de televisie en maakte ook items voor dit programma. In de zomer van 2012, en ook winter van 2014 presenteerde ze incidenteel het NOS Journaal. In 2006 was ze de mol in het programma Wie is de Mol?.
Van september 2015 tot eind 2019 was zij co-presentator op NPO Radio 1-programma Vroege Vogels, het natuurprogramma van de BNNVARA naast Menno Bentveld. In februari 2017 was ze gestopt als presentator van de radio-uitzending van Vroege Vogels. Meulens presenteerde in 2015 het Megaspektakel van Kinderen voor Kinderen, en sinds september 2016 Groen Licht.
Ze maakte in 2018 de documentaire Boter, Kaas noch Eieren, die toont hoe haar omgeving op veganisme reageert en hoe ze zich laat onderzoeken om vast te stellen of ze er wel echt gezond bij is.
In 2021 schreef ze het kinderboek Elin. In het programma Dream School trad ze in hetzelfde jaar op als gastdocent, hierin vertelde ze over het onderwerp schaamte. Vanaf 1 januari 2022 presenteerde ze voor Omroep ZWART het programma De Nacht Is ZWART op NPO Radio 1. Ze stoptte met dat programma op 1 juli 2023.
Met het rietblazers-kwintet Calefax verzorgde Meulens in het voorjaar van 2022 een muzikale avond rondom haar levensverhaal, in de serie Welkom in Calefax-land.
In haar kinderboek Er was ook eens... (2023), geïllustreerd door Djenné Fila, husselt Meulens bewust verhalen vanuit de hele wereld door elkaar, en geeft er een eigen draai aan. Een van de verhalen gaat over de Surinaamse watergodin Watramama.
In haar autobiografische roman Moederland (2024) schreef ze over familiebanden, migratie, intergenerationeel trauma en haar depressie.

## Privéleven
Meulens had een relatie met Joris Marseille, presentator bij het Jeugdjournaal. Meulens heeft twee kinderen. Meulens is veganist sinds de geboorte van haar oudste kind, haar dochter, in 2006.